# Elżbieta Zechenter-Spławińska
Elżbieta Zechenter-Spławińska (ur. 17 lipca 1935 w Krakowie) – polska poetka, tłumaczka, prozaiczka, pedagożka, doktor nauk humanistycznych.

## Życiorys
Urodziła się w 1935 roku w Krakowie jako córka poety, satyryka i dziennikarza Witolda Zechentera, wnuczka dziennikarza Edmunda Zechentera. W Krakowie mieszkała i tworzyła na przestrzeni kolejnych dekad.
Ukończyła studia z filologii polskiej na Uniwersytecie Jagiellońskim. Stopień doktora nauk humanistycznych uzyskała na Akademii Pedagogicznej w Krakowie. W latach 1972–1976 była kierowniczką literacką Państwowego Teatru Lalek „Rabcio” w Rabce, a w latach 1978–1987 kierowniczką Studia Filmów Animowanych w Krakowie.
Debiutowała noworoczną fraszką w Sztandarze Młodych w 1955 roku. Na przełomie lat 50. i 60. XX w. związana była z grupą poetycką Muszyna. Publikowała wiersze w czasopismach literackich oraz czasopismach dla dzieci, była autorką tekstów dla dzieci oraz opowiadań. Wydała kilkanaście zbiorów wierszy. Jej teksty były śpiewane przez zespół Wawele Jana Wojdaka oraz artystów kabaretowych Piwnicy pod Baranami i Loch Camelot, znalazły się też w szeregu zbiorów i almanachów, a także podręczników szkolnych.
W styczniu 1997 została uhonorowana nagrodą Krakowska Książka Miesiąca za tom wierszy Czapka niewidka. W późniejszych latach wchodziła w skład jury tej nagrody. W 2007 roku jako stypendystka Ministerstwa Kultury i Dziedzictwa Narodowego wydała wspomnienia na temat Witolda Zechentera pt. Malinowy tort.
Od 1990 przez szereg lat prowadziła warsztaty literackie w Ośrodku Kultury im. Cypriana Kamila Norwida (grupa literacka Sylaba), a od 1995 także warsztaty dla młodzieży w Centrum im. dr. Henryka Jordana. Gościnnie prowadziła warsztaty poetyckie w Studium Literacko-Artystycznym na Uniwersytecie Jagiellońskim w Krakowie.
Należy do Stowarzyszenia Pisarzy Polskich oraz Stowarzyszenia Autorów ZAiKS.

### Życie prywatne
Jej mężem był farmakolog Jacek Spławiński. Ich syn Grzegorz Spławiński (1963-2025) został tłumaczem poezji polskiej na język francuski.
Elżbieta Zechenter-Spławińska hobbystycznie odbywa wycieczki po Gorcach i Beskidzie Sądeckim. Szczególną sympatią „otacza koty i psy”, a także dzieci.

## Wybrane publikacje
- Epitafium dla biedronki, Kraków 1962
- Zazdrośćmy szarotkom, Warszawa 1968
- Ten nieznośny koń na biegunach, Kraków 1976
- Ósma Góra, Kraków 1979
- Wiersze wybrane, Kraków 1986
- Zaginął pies, Kraków 1987
- Na łowiskach świata, Kraków 1992
- Czapka niewidka, Kraków 1996
- Szansa, Kraków 2000
- Opowieści pod psem, Kraków 2001
- Pod gwiaździstym niebem, Kraków 2004
- Malinowy tort. Witold Zechenter po latach, Kraków 2007
- Kot Moniki, Kraków 2019
- Zapamiętane, Kraków 2022

## Odznaczenia i nagrody
- Nagroda Krakowska Książka Miesiąca (1996)
- Brązowy Medal „Zasłużony Kulturze Gloria Artis” przyznany przez ministra kultury i dziedzictwa narodowego (2015)[4]
- Odznaka „Honoris Gratia” przyznana przez prezydenta Krakowa (2015)[5]